# S21HT
Touch Diamond（タッチダイアモンド）は、イー・モバイルの通話および無線通信サービス向けに供給されるPocket PCである。型番はS21HT (エス にいいち エイチティ)。HTC Touch Diamondのイー・モバイルモデルにあたる。

## 概要
HTCの世界戦略機であるフルタッチパネルスマートフォン、「HTC Touch Diamond」のイー・モバイル向けモデル。日本国内向けのTouch Diamondシリーズでは、他キャリアに先駆けて登場。データ通信方式はEMONSTERの2倍となる下り最大速度7.2MbpsのHSDPAのほか、無線LAN (IEEE 802.11b/g) にも対応している。オペレーティングシステム (OS) はWindows Mobile 6.1 Professional 。

## 特長
- フルタッチパネル液晶
- ジョグホイール搭載
- 「HTCホーム」画面で時刻・予定・連絡先・天気・ランチャー(ネットワーク接続モード切り換え含む)・サウンド/マナー切り換え
- フィンガースクロール、フィンガーパン
- SMS・MMS (EMnetメール) ・電子メール・Outlookメールの4つに対応
- パソコン等に接続し、モデムとして利用する際も定額データ通信サービスを適用
- NAVITIMEに対応（EMnet接続時に限る）
- mora winに対応

## 沿革
- 2008年5月6日 - HTC台湾本社が「HTC Touch Diamond」を発表。
- 2008年9月9日 - イー・モバイルが発表。
- 2008年10月10日 - 日本全国の家電量販店およびパソコンショップで発売開始。
- 2018年1月31日 - 当機種が使用している1.7GHz帯の3G帯域をLTEに転用するため、この日をもって利用不可となる予定[1]。